# Krzysztof Sadzawicki
Krzysztof Sadzawicki (ur. 20 lutego 1970 roku Bolesławiu) – polski piłkarz, obrońca.
W swojej karierze kolejno reprezentował barwy klubów: Bukowianka Stare Bukowno, Gwarek Zabrze, Górnik Knurów, Olimpia Poznań, Lechia/Olimpia Gdańsk, Polonia Warszawa, Śląsk Wrocław, GKS Katowice, RKS Radomsko, Radomiak Radom.
Jego syn Dominik Sadzawicki również jest piłkarzem.